# Ребекка де Гуарна
Ребекка де Гуарна (італ. Rebecca de Guarna, XIV століття) — італійська лікарка й письменниця, одна з небагатьох відомих нам жінок-лікарів середньовіччя.
Ребекка де Гуарна належала до тієї ж салернськой родини, що й Ромуальд, відомий священник, лікар та історик. Вона навчалася в Салернському університеті, в якому жінки в ті роки становили меншість серед студентства. Є автором праць про гарячку (De febrius), урину (De Urinis, в якій розглядає метод діагностики за зразком сечі) і ембріони (De embrione).
Разом з Абеллою, Меркуріадою і Франческою де Романа вважається однією з «Дам з Салерно», які від самого початку відвідували медичну школу в Салерно і сприяли «медичному відродженню» в Європі.